# Jean Zoa

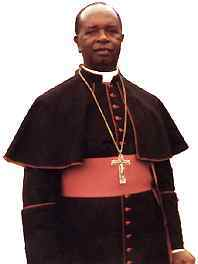
Jean Zoa

Jean Zoa (* 1924 in Sa'a; † 20. März 1998 in Yaoundé) war ein kamerunischer römisch-katholischer Geistlicher und Erzbischof von Yaoundé.

## Leben
Jean Zoa empfing am 3. Oktober 1950 das Sakrament der Priesterweihe für das Apostolische Vikariat Yaoundé (später: Erzbistum Yaoundé).
Papst Johannes XXIII. ernannte Jean Zoa am 11. September 1961 zum Erzbischof von Yaoundé. Der Präfekt der Kongregation de Propaganda Fide, Krikor Bedros XV. Kardinal Agagianian, spendete ihm am 21. Dezember desselben Jahres die Bischofsweihe; Mitkonsekratoren waren der Sekretär der Kongregation de Propaganda Fide, Kurienerzbischof Pietro Sigismondi, und der Koadjutorerzbischof von Paris, Pierre Veuillot.
Zoa nahm an allen vier Sitzungsperioden des Zweiten Vatikanischen Konzils teil. Mit der höchsten Stimmenzahl aller Kandidaten wählten die Konzilsväter ihn im Oktober 1962 in die Konzilskommission für die Missionen. Im 1962 als Koordinationsstelle für die afrikanischen Konzilsväter eingerichteten und von Kardinal Laurean Rugambwa geleiteten Secrétariat Panafricain (Gesamtafrikanisches Sekretariat) war Zoa für den französischsprachigen Bereich zuständig.